# Drzewo dyskryminacyjne (teoria obliczeń)
Drzewo dyskryminacyjne – metoda indeksowania termów polegająca na trzymaniu w każdym węźle prefiksu oraz wskaźników na wszystkie węzły dla których jest bezpośrednim prefiksem.
Drzewo dyskryminacyjne dla {\displaystyle g(b),} {\displaystyle f(a,g(b))} i {\displaystyle f(b,g(b))} wygląda tak:
Jak widać dzielone jest tylko {\displaystyle f,} natomiast nie {\displaystyle g(b).}
Metoda ta jest bardzo prosta, jednak mało wydajna pod względem czasu procesowa, a jeszcze mniej pod względem pamięciowym.
Używane m.in. przez Waldmeister.